# Prix Jean-de-Chaudenay
Groupe II (arrêtée)
Le prix Jean de Chaudenay était une course hippique de plat qui se déroulait au mois de mai sur l'hippodrome de Saint-Cloud.
C'était une course de Groupe II réservée aux chevaux de 4 ans.
La première édition remonte à 1920 et portait le nom de Grand Prix du Printemps. Elle a été rebaptisée prix Jean-de-Chaudenay en 1969.
Le prix Jean-de-Chaudenay se courait sur la distance de 2 400 mètres. La dernière édition eut lieu en 2003

## Palmarès depuis 2000
| Année | Cheval          | Jockey          |
| 2003  | Loxias          | Olivier Peslier |
| 2002  | Califet         | Davy Bonilla    |
| 2001  | Dano-Mast       | Mark Larsen     |
| 2000  | First Magnitude | Olivier Peslier |